# Ormosia defrenata
Ormosia defrenata là một loài ruồi trong họ Limoniidae. Chúng phân bố ở miền Tân bắc.